# Catuenas
Os catuenas, tambem conhecidas como katuenaynas, katuenas ou katwenas são um grupo indígena que habita entre os rios Trombetas, no estado brasileiro do Pará e o Jatapu, no estado do Amazonas, mais precisamente na Área Indígena Nhamundá-Mapuera.